# قبیله شینکوک
قوم شینکوک یا شینکاک (به انگلیسی: Shinnecock) یک قبیله بومیان آمریکایی تثبیت شدهٔ دولت فدرال ایالات متحده آمریکا می‌باشد. ایشان از اخلاف قوم‌های پِکوات و ناراگانسِت در جنوب نیوانگلند هستند و به زبان آلگانکویان صحبت می‌کردند. شینکوک به معنی «مردم ساحل سنگی» است؛ زیرا زمین‌های اجدادیشان در مرز جنوب شرقی سواحل سنگی لانگ آیلند و جنوب خلیج بزرگ پِیکانیک واقع شده بود. مردم این قبیله دریانورد بودند. صدف کاری‌های ارزنده شان به نام وامپوم زیبا و پر دوام شهرت فراوان داشت. و به واسطهٔ ارزشی که پیدا کرده بود، به عنوان پول در تجارت بین قبایل مختلف بکار می‌رفت. وامپوم را حتی برای ثبت مراسم مهم در کمربندهای تشریفاتی نیز به کارمی بردند. در میانهٔ قرن هفدهم اروپائیان در شرق لانگ آیلند لنگر انداختند و مذهب پریسبتری - وابسته به کلیسای مشایخی پروتستان- را با خود آورده، شروع به خرید زمین کردند. و با ایجاد دهات و شهرنشینی، تا اواخر قرن هجدهم اراضی خود را با تجاوز به زمین‌های بومیان گسترش دادند. بیماری‌های گوناگون اروپائیان نیز باعث تلفات زیادی در بین بومیان منطقه شد. قبیلهٔ شینکوک و همسایگانش مانند مونتاوک در شرق آن، خیلی زود هدف مبلّغین مذهبی مسیحی قرار گرفتند. سفرهای این مبلّغین مذهبی از سوی کاناتیکت جنوبی به خلیج لانگ آیلند به آسانی انجام می‌گرفت. افراد قبیله شینکوک پس از جنگ انقلاب جدائی مهاجرین این قاره از انگلستان، با از دست دادن زمین‌ها و منابع اقتصادشان ناچار شدند به شهرک برادرتآون که در اراضی سرخپوستان اُنیدا در نیویورک غربی بود نقل مکان کنند. با وجود اینکه طرز حکومت سنتی سرخپوستان تصمیم‌گیری بر اساس موافقت کامل بین تمام مردان بالغ قبیله بود، اماّ در سال ۱۷۹۲ قوّهٔ مقننهٔ ایالت نیویورک یک نوع روش حکومت قبیله ای که شامل سه امین انتخابی از بین مردان قبیله بود بر آنان تحمیل کرد.

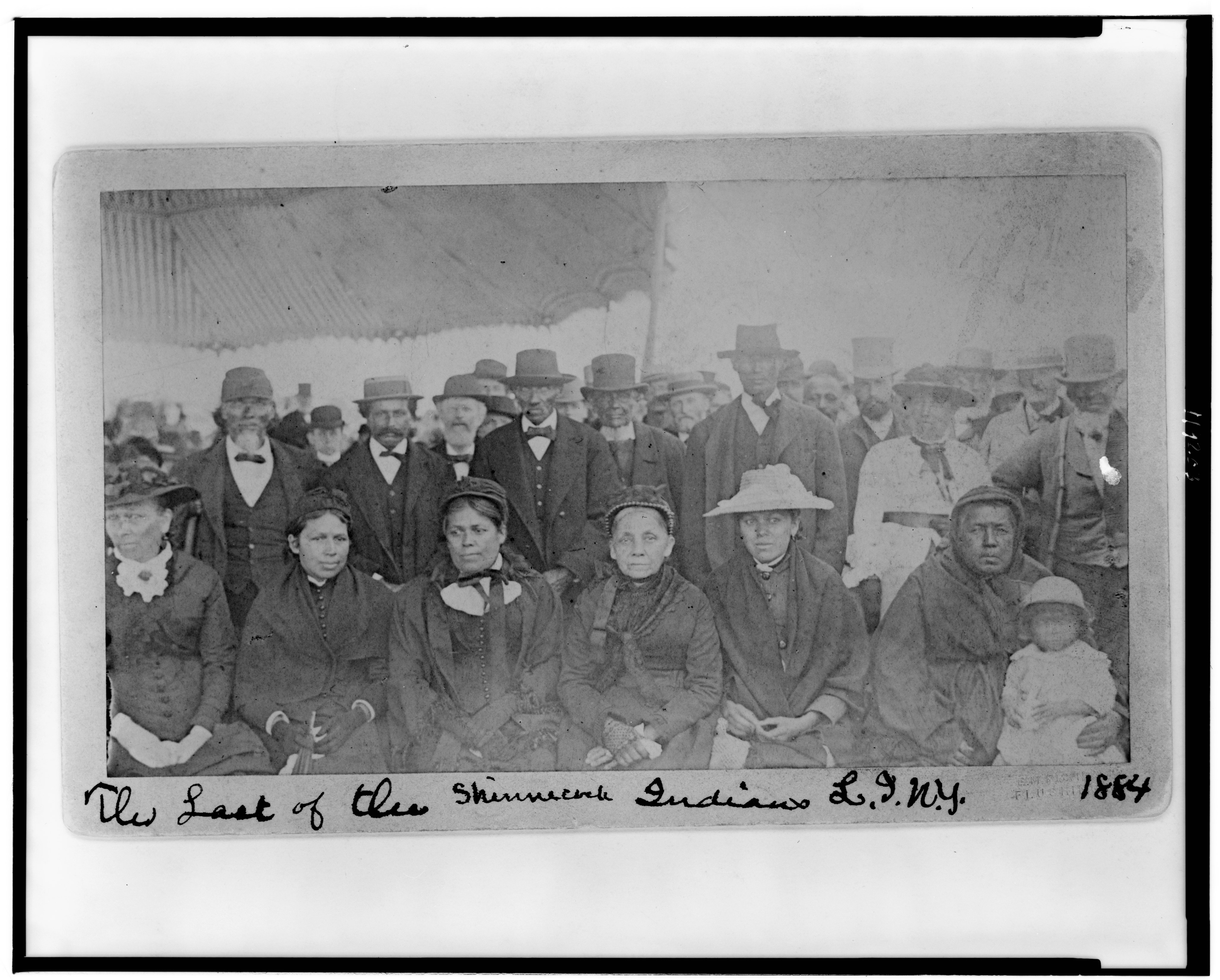
دستنویس زیر عکس: آخرین افراد قبیلهٔ شینکوک در سال ۱۸۸۴ میلادی

از اواسط قرن نوزدهم، قبیله شینکوک اجازه داشت فقط در یک محدوده مسکونی به نام شینکوک رزرویشن (به انگلیسی: Reservation) بالغ بر ۸۰۰ هکتار که وسعتش با زمین‌های اجدادیشان ابداً قابل مقایسه نبود در درون شهرک ساوت همپتون زندگی کند. در سال ۲۰۰۷ مدیریت قبیلهٔ شینکوک به طرز حکومت سنتی خود بازگشت، و این بار توافق کامل زنان بالغ قبیله را هم شامل شد. پس از آن یک شورای قبیله ای هم ایجاد کرد. در سال ۲۰۱۰ پس از ۳۰ سال کوشش بالاخره موفق شدند با یک جمعیت ۱۴۰۰ نفری رسمیت خود را از دولت فدرال آمریکا بگیرند.

## تاریخ

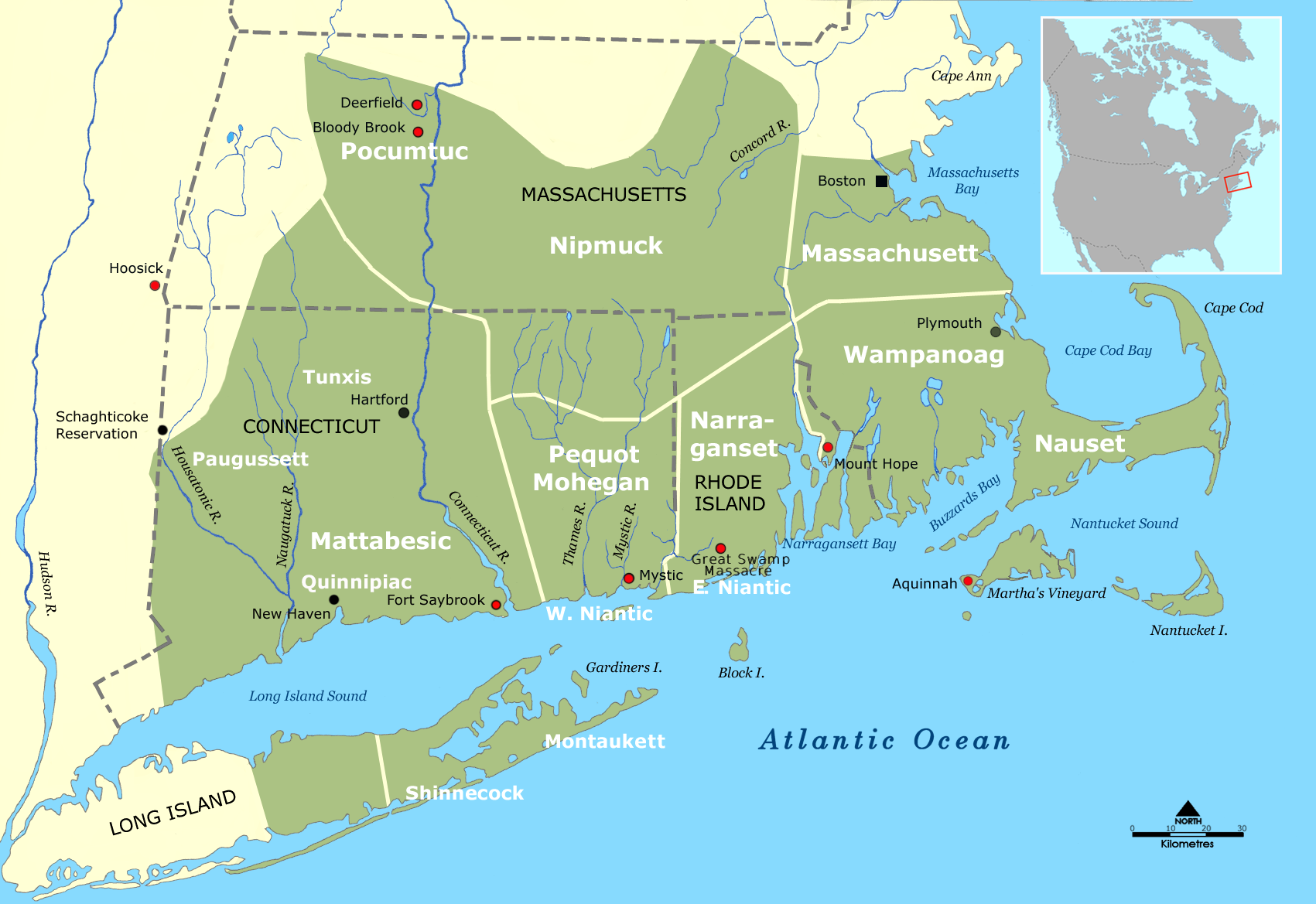
قبیله شینکوک و قبیله‌های همسایه

قوم شینکوک یکی از سیزده گروه بومیانی بودند و بر پایه خویشاوندی قومی در لانگ آیلند نیویورک می‌زیستند. که به دلیل موقعیت جغرافیایی شان به این نام شناخته می‌شدند. اعضای این قبیله مردمی بودند که فقط در لانگ آیلند زندگی نمی‌کردند و در نقاط دیگر هم ساکن بودند. قبل از تخریب اقتصادی و فرهنگی آنها - و گاهی با بردگی واقعی - توسط اروپایی‌ها، در دهکده‌های خودمختار وابسته به خویشاوندی با همسایگان خود زندگی می‌کردند. این خویشاوندان تحت مدیریت قبیلهٔ پکوات و ناراگانسِت، از قبایل قدرتمندتر آلگانکی جنوب نیوانگلند در سراسر خلیج لانگ آیلند بودند. اعتقاد بر این است که شینکوک به گویشی بر ساخته از موهگان-پکوات - مونتاک، شبیه دیگر همسایگان به نام مونتاوک در لانگ آیلند صحبت می‌کردند. همان‌طور که پس از ایجاد محدوده‌های تعیین شده به نام «ر-زر-وی-شن» برای سکونت قبایل بومیان در بسیاری از قبایل شمال شرقی اجازه صحبت به زبان شینکوک در مدارس داده نشد و استفاده از آن در خارج از رزرویشن بسیار ناخوشایند به حساب می‌آمد. این باعث کاهش تعداد افرادی شد که به این زبان صحبت می‌کردند، با این حال، این قبیله به‌طور فعال درگیر برنامه‌های تجدید زبان برای تأمین میراث زبان بومی خود برای نسل‌های آینده است.
گروه‌های بومیان در قسمت غربی لانگ آیلند، مانند لناپه (دلاور)، و دهکده متینکاک و پاچاگ از هر سه نفر یک نفر به گویش دلاور-مونسی، که بخشی از گروه بزرگ زبانهای آلگانکی، بودند صحبت می‌کرد. آنها یک سیستم اجتماعی معمول به نام «دراز-خانه»(به انگلیسی: longhouse)داشتند. این گروه همچنین در منطقه ای واقع شده بود که از حومهٔ میانی آتلانتیک، از غرب کنتیکت، قسمت پایین دره رودخانه هادسون، تا نیوجرسی امروزی، و ایالات دلاور و پنسیلوانیا گسترش می‌یافت.
مانند دیگر بومیان لانگ آیلند، شینکوک از وامپومپیاگ که صدف‌های براق به نخ کشیده شده‌است، درست می‌کردند. سرخپوستان از آن‌ها به جای پول، یا برای حسابداری، برای زیبایی و تزیینات، و همچنین به عنوان نشانه و نماد فامیلی از آنها استفاده می‌کردند. این مهره‌های صدفی در مکان‌های مسکونی بومیان آمریکا تا غرب کوه‌های راکی پیدا شده‌اند که ارزش آن‌ها را در داد و ستدها نشان می‌دهد. اگرچه سایر قبایل نیوانگلند هم وامپومپیاک را تولید می‌کردند، اما شهرت بهترین نوع آن به سرخپوستان لانگ آیلند داده شده‌است. پائومانوک، یکی از نامهای زیادی که به لانگ آیلند داده شده به معنای «سرزمین مالیات» است. این قبیله در معرض حملات قبیلهٔ پیکوات و سایر قبایل نیوانگلند قرار گرفت تا این کالای ارزشمند تجاری را کنترل کنند. اروپایی‌ها در تجارت با سایر قبایل به سرعت ارزش وامپوم قبیلهٔ شینکوک را آموختند. کاکنوی مترجم که یک شینکوک مونتاوک بود درجنگ پیکوات در سال ۱۶۳۷ به اسارت درآمد. قبل از بازگشت به لانگ آیلند، در دهه ۱۶۴۰ با جان الیوت در بوستون همکاری کرد تا اولین قسمت‌های کتاب مقدس الیوت را به زبان بومیان آمریکا ترجمه کند.
پس از استعمار اروپاییان، به دلیل آسیب‌پذیری در برابر بیماری‌های عفونی که تا قبل از ورود استعمارگران در بین بومیان وجود نداشت، و با نداشتن هیچ نوع مصونیتی، جمعیت بومیان آمریکا در لانگ آیلند به طرز چشمگیری کاهش یافت. همه‌گیری آبله در سال ۱۶۵۸ باعث مرگ تقریباً دو سوم جمعیت سرخپوستان در این جزیره شد. بعلاوه، با تعدی زمین توسط استعمارگران هلندی و بعداً توسط انگلیسی‌ها، جوامع آن‌ها بهم خورد، و آنان را که در جامعه‌شان سنت شکار و ماهیگیری داشتند به باغداری مجبور کرد. تا سال ۱۷۴۱، جمعیت آنان در مجموع فقط ۴۰۰ بومی آمریکایی تخمین زده می‌شود.
استعمارگران انگلیسی در سال ۱۶۴۱ یک قرارداد اجاره با قبیله شینکوک امضاء کردند. این قرارداد در سال ۱۷۰۳، طوری تنظیم شد تا زمین‌های بیشتری برای استعمارگران انگلیسی دربر گیرد. در سال ۱۷۹۲، ایالت نیویورک قانونی گذراند که در آن قبیله سرخپوستان شینکوک را به عنوان «متولیان» (امناء) محل معرفی کرد. و در این قانون، یک انتخابات سالانه برای تعیین سه نفر به عنوان «امین» قبیله ای مقرر داشت. این حکم از سال ۱۷۹۲ تاکنون ادامه دارد. قبایل مونتاک، شینکوک و اونکچاک برای مقابله با نیروهای خارجی سیستم‌های قبیله ای ایجاد کردند. قبیلهٔ شینکوک برای مدیریت برخی از روابط با کشاورزان محلی در قرن هیجدهم، و سایر حوزه‌های قضائی در دوران معاصر به متولیان آنها وابسته بود. بیش از دو قرن، امنای انتخاب شده زمین‌ها و منابع قبیله را اداره می‌کردند. بالاخره در پاییز ۲۰۱۰ قبیلهٔ شینوک به رسمیت شناخته شد.
تعدادی از اعضای شینکوک پس از جنگ انقلابی آمریکا، لانگ آیلند را ترک کردند و به بومیان برادرتآون (شهرک برادران) در غرب نیویورک پیوستند. در آنجا بومیان قبیلهٔ اونیدا مقداری زمین را در محدودهٔ مسکونی (رزرویشن) خود به آنان اختصاص دادند. در اواسط قرن نوزدهم، قبایل شینکوک و برادرتآون از نیویورک بیرون رانده شدند و به ویسکانسین مهاجرت کردند. برخی از افراد شینکوک در لانگ آیلند با استعمارگران محلی و بردگان آفریقایی-آمریکایی، که در مزارع و در صنعتگری کار می‌کردند، ازدواج کردند. اغلب آنان فرزندان خود را به رسم شینکوک پرورش دادند و هویت و فرهنگ خود را حفظ کردند.
مردان قبیلهٔ شینکوک به راحتی بر روی آب کار می‌کردند. در زندگی در اطراف جزیره مدتها ماهیگیر و ملوان بودند. در طول قرن نوزدهم، مردان شینکوک به عنوان ماهیگیر و ملوان در کشتی‌های نهنگ گیری در بندرگاه سگ هاربر و سایر بندرهای محلی کار می‌کردند. گفته شده که هیچ کشتی از شرق لانگ آیلند خارج نشده‌است که حداقل یک مرد از قبیلهٔ شینکوک در آن نباشد. هنگام تلاش برای نجات یک کشتی که در شرق همپتون گیر کرده بود در دسامبر سال ۱۸۷۶ ده نفر از مردان شینکوک جان خود را از دست دادند. افراد این قبیله به خاطر چنین تلاشهای قهرمانانه ای است که در حکایات محلی مشهور شده‌اند. در آغاز قرن بیستم، اعضای قبیلهٔ شینکوک با صفات دریانوردان جسور و مستخدمین کارآمد در خدمات نجات بخش ایالات متحده (گارد ساحلی) توصیف شده‌اند.
مردم قبیلهٔ شینکوک از سال ۱۹۴۶ به بعد در تعطیلات آخر هفته روز کارگر، به یادبود مراسم سال ۱۹۱۲، در محلهٔ خود (رزرویشن) میزبان یک نشست و گفتگوی سنتی بومی به نام پاو-واو می‌شوند. روزنامهٔ سراسری آمریکایی «یو اس تودی» این برنامهٔ نشست و گفتگوی (پاو-واو) قبیلهٔ شینکوک را به عنوان یکی از بزرگ‌ترین پاو-واوهای انجام شده در ایالات متحده رتبه‌بندی کرده‌است. در سال ۲۰۰۸ این پاو-واو پنجاه هزار بازدید کننده را به خود جلب نمود.

### رسمیت قبیلهٔ شینکوک
پس از بیش از ۳۰ سال تلاش، قبیلهٔ شینکوک در اکتبر ۲۰۱۰ توسط دولت ایالات متحده به رسمیت شناخته شد. از تلاش‌های این قبیله شکایت از وزارت کشور ایالات متحده بود. جورج تی اسکیبین، در نقش معاون رتبه اول دستیار رئیس امور سرخپوستان، یک اعلامیه ای در رابطه با وضعیت نهایی این قبیله را در ۱۳ ژوئن ۲۰۱۰ صادر کرد. اولین وزیر کشور که از محدودهٔ زندگی بومیان شینکوک در سال ۲۰۱۵ بازدید کرد سالی جول بود. کهوِن واشبِرن، معاون وزیر امور سرخپوستان در این بازدید به او پیوست. یکی از اهداف این سفر نشان دادن اهمیت طرح‌های انرژی تجدیدپذیر بود.

## محدوده سکونت بومیان (رِزِروِیشِن)

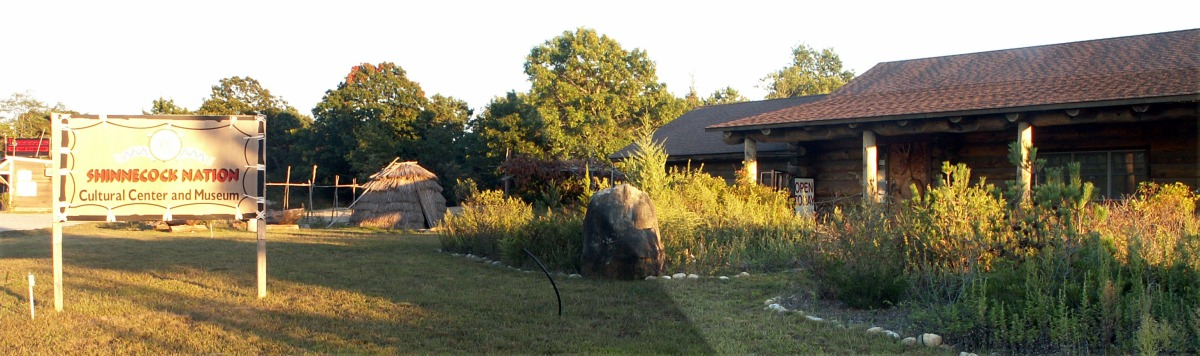
مرکز فرهنگی و موزه شهرک ساوت همپتون

محدودهٔ مسکونی قبیلهٔ شینکوک یک ذخیرهٔ خودمختار است. در سال ۱۸۵۹، مرزهای فعلی ۸۰۰ جریب فرنگی (۳٫۲ کیلومتر مربع) تأسیس شد.
سازمان فرهنگی بومیان شینکوک برای ایجاد برنامه‌های هنرها و صنایع دستی بومیان آمریکا در سال ۱۹۷۲ تشکیل شد. از برنامه‌های موجود، آموزش و مطالعه رقص‌های سنتی، منجوق کاری، منبت کاری، صنایع دستی بومیان آمریکا و موسیقی بومی می‌باشند. گروهی به نام «خوانندگان جوان» تشکیل شد. این گروه وقت و انرژی خود را صرف یادگیری آوازها، ترتیل شعارهای سنتی، و مراسم طبل آلگانکایی می‌کنند، و با سفر در سراسر شمال شرقی آمریکا و اجرای پاو-واو در مسابقات طبل زنی بومی شرکت می‌کنند. برنامه غنی سازی فرهنگی یک فرایند اشتراک و یادگیری است که جامعه بومیان اصلی سرزمین برای اطمینان از انتقال آرمان‌ها و سنت‌های نیاکان خود به نسل‌های آینده درگیر آن می‌باشد. این فعالیت‌ها شامل اشتراک و دانش در مورد غذا، لباس، هنر، صنایع دستی، رقص‌های سنتی، مراسم و زبان‌های بومی می‌باشد.
این محدوده مسکونی سرخپوستان (رزرویشن) دارای یک موزه، یک مرکز پرورش آبزیان صدف دار، یک مرکز آموزش و پرورش، یک مرکز فرهنگی و اجتماعی، زمین بازی، و یک کلیسای پروتستان می‌باشد. این محدوده سه مایل (۵ کیلومتر) در غرب شهرک ساوت همپتون، نیویورک قرار دارد. در سال ۱۹۰۳ جمعیت آن به ۱۵۰ نفر می‌رسید. در سال ۲۰۱۲ تعداد اعضای سرخپوستان قبیلهٔ شینکوک به بیش از ۱۴۰۰ نفر رسید که بیش از نیمی از آنها در محدودهٔ مسکونی تعیین شده اقامت دارند.

## اختلاف بر سر مالکیت زمین
در سال ۲۰۰۵ این قوم تقاضای استرداد ۳۵۰۰ هکتار (۱۴ کیلومتر مربع) از زمین‌های ضبط شده قبیله شینکوک را در شهرک ساوت همپتون، واقع در نزدیکی محدوده مسکونی قبیله (رزرو) و میلیاردها دلار غرامت برای خسارات وارده به زمینهای استعماری را علیه نیویورک از دولت داد. ارزش املاک مورد اختلاف یک میلیارد دلار است و شامل باشگاه گلف شینوکاک هیلز می‌باشد که به گفته قوم شینکوک محل سنتی خاکسپاری درگذشتگان قبیله است.
این طرح دعوی قبیله در دادگاه، شکایتی علیه قوهٔ مقننهٔ نیویورک با اشاره به طریقهٔ تصویب حکم اجازهٔ خرید ۱۸۵۰۰ هکتار زمین‌های قبیله ای توسط استعمارگران در سال ۱۸۵۹ بود. این دعوی قرار اجاره نامهٔ ۱۰۰۰ ساله را که در سال ۱۷۰۳ مابین مقامات استعمار ساوت همپتون و افراد قبیله امضاء شده بود لغو کرد. این طرح دعوی در دادگاه اعلام داشت که در سال ۱۸۵۹ یک گروه سرمایه گذاران با نفوذ نیویورک برای لغو اجاره نامه با هم همدست شدند و عریضه ای جعلی مبنی بر اینکه از جانب تعدادی از اعضای قبیلهٔ شینکوک بوده به مجلس مقننهٔ فرستادند. با وجود اینکه بقیهٔ اعضای قبیله فوراً اعتراض کرده و عریضه را جعلی خواندند، مجلس مقننه خرید ۱۴ کیلومترمربع از سرزمین قبیله را توسط استعمارگران تصویب کرد.
یک فیلم مستند با عنوان «نقطه وجدان» در سال ۲۰۱۹ منتشر شد و در شبکهٔ دبلیو ان ای تی در شهر نیویورک و ایستگاه‌های مختلف پی بی اس نمایش داده شد. این فیلم مستند مبارزه برای حقوق مالکیت زمین و حفاظت از اماکن دفن اجدادی شینکوک طی یک دوره پنج ساله است. در این فیلم از یکی از فعالین حقوق قبیله شینکوک به ویژه بکی هیل-جنیا {{به انگلیسی|Becky Hill-Genia}} هم یاد می‌کند.

## پیشنهاد تأسیس کازینو (قمارخانه)
در سال ۲۰۰۷ قبیله شینکوک پیشنهاد تأسیس یک کازینو را برای ایجاد درآمد به منظور رفاه ساکنان و ایجاد فرصت‌های تحصیلی برایشان داد، اما انجام این پیشنهاد هنوز به جایی نرسیده‌است. در مذاکرات با ایالت نیویورک و دولت محلی، مدیریت قبیله موافقت می‌کند که مکانی خارج از منطقه همپتون‌ها برای محیط زیست بهتر باشد بپذیرد. در آن صورت اگر موفق شوند محلی را با مشارکت دولت بسازند، می‌توانند یک کازینو مخصوص بازی‌های گروه درجه III که نسبت به داشتن کازینو در داخل محدوده سکونت قبیله (رزرویشن) برای قبیله سودآورتر است؛ زیرا داخل رزرویشن فقط برای داشتن بازیهای گروه درجه II واجد شرایط هستند.

## نهنگ‌گیری
در ایالات متحده، تصور بر آن است که صید نهنگ در دهه ۱۶۵۰ شروع شد. ساکنین انگلیسی ساوت همپتون، افرادی چون جان اوگدن و جان کوپر با سرخپوستان قبیلهٔ شینکوک تعدادی قراردادهای گوناگون بستند که شرکت در صید نهنگ را مجاز می‌کرد. مهاجران انگلیسی آن زمان اصولاً کشاورز بودند و تجربهٔ زیادی در دریا نداشتند. از طرف دیگر سرخپوستان این قبیله که هم در زمینه دریانوردی و هم در شکار نهنگ بسیار ماهر بودند برای تجاری سازی صنعتی معروف به طرح نهنگ ضروری بودند.
طبیعتاً تعداد نهنگ‌های صید شده در یک فصل رابطهٔ مستقیم با مهارت صیادان نهنگ داشت. در نتیجه، مردان شینکوک اغلب ماه‌ها جلوتر از فصل صید، و حتی برای سال‌ها به‌طور مرتب به دعوت شرکت‌های صید نهنگ با آنها قرارداد می‌بستند. این ترتیب‌ها به طرز غیرقابل تصوری موفقیت‌آمیز بود، و شرکت‌های صید نهنگ به زودی در سرتاسر نیوانگلند دیده شد. صیادان سرخپوست به قدری با ارزش بودند که فرماندار وقت در سال ۱۷۰۸ قانونی وضع کرد که «سرخپوستان تحت استخدام شرکت‌های صید نهنگ از اول نوامبر تا پانزدهم آوریل از دستگیر شدن، مورد آزار و اذیت و بازداشت قرار گرفتن مصون می‌باشند». این گونه قراردادهای صید نهنگ با سرخپوستان قبیله شینکوک حداقل تا سال ۱۷۴۶ ادامه یافت.
صنعت صید نهنگ در اواسط سالهای ۱۷۰۰ به شدت نزول کرد؛ زیرا دیگر در نزدیکی ساحل وجود نهنگ‌ها به وفور سابق یافت نمی‌شدند. بنا بر این شکار نهنگ‌ها در پهنهٔ جهان گسترش یافت. و هنوز تا دهه ۱۸۰۰ وجود مردان شینکوک در این صنعت بسیار ارزشمند بود. قابل ذکر است که در ۱۸ آوریل ۱۸۴۵ یک سرخپوست شینکوک به نام الی ایزر، اولین سرخپوست آمریکایی بود که با کشتی صید نهنگ به نام منهتن وارد خاک ژاپن شد و در خلیج توکیو لنگر انداخت.

## وامپوم (صدف کاری)
«وامپوم» عبارت است از صنعت صدف کاری که مخصوص سرخپوستان قبیلهٔ شینکوک می‌باشد. در اوایل دهه ۱۶۰۰، اولین مدرک ثبت شدهٔ اروپایی در بارهٔ سرخپوستان لانگ آیلند از یک مقام رسمی هلندی به نام ایزاک دو رازیرس به دست آمده‌است. وی لانگ آیلند را چنین توصیف کرد، که حدود ۳۳/۶ کیلومتر پهنای آن است و دارای چندین نهر و خلیج می‌باشد. این محل جایی است که بسیاری از وحشیان در آن زندگی می‌کنند. آنان که شینکوک نامیده می‌شوند با کشت ذرت و ساختن سوان (وامپوم) زندگی خود را تأمین می‌کنند."
به‌طور کلی چنین به نظر می‌رسد که سرخپوستان لانگ آیلند در دوران استعمار بزرگ‌ترین تولیدکننده وامپوم بودند که بیشتر آن را به عنوان خراج به قبایل بزرگتر یا قدرتمندتر پرداخت می‌کردند. همان‌طور که تولید وامپوم در طول دهه ۱۶۰۰ رشد کرد، تا اوایل قرن ۱۸ به یک پول رسمی مستعمرات تبدیل شد و ارز اصلی مورد استفاده در تجارت خز در آن زمان بود. نیاز به وامپوم به حدی شده بود که برای دسترسی نا محدود به آن، نام قبیلهٔ شینکوک و دیگر سرخپوستان لانگ آیلند، به عنوان تأمین کنندگان بی حد وامپوم در قراردادهای تجارت آزاد در فورت آلبانی، در سال ۱۶۶۴، گنجانده شدند.
در لانگ آیلند قبیلهٔ شینکوک و دیگر قبائل همسایگی آنها، بسیار مشتاق بودند که دسترسی به منابع طبیعی را از طریق بستن قراردادهای گوناگون با ساکنین لانگ آیلند برای خود حفظ کنند. در سال ۱۶۴۸ قبائل شینکوک، مونتاوک، منهست، و کرچاوگ زمین‌هایی را فروختند که تبدیل به شهر ایست همپتون نیویورک شد. بر اساس این پیمان: «(قبایل) حق ماهیگیری در همه مکان‌های مناسب را به جهت تهیهٔ وامپوم برای خود حفظ می‌کنند».
هنوز هم شواهد تأثیر شینکوک بر این صنعت دیده می‌شود. یک ابزار بزرگ به نام «بول ریک» یا «چنگک شینکوک» برای برداشت صدف است که در اواسط دهه ۱۸۰۰ ایجاد شده‌است.